# David Silva
David Josué Jiménez Silva (sinh ngày 8 tháng 1 năm 1986) là một cựu cầu thủ bóng đá chuyên nghiệp người Tây Ban Nha từng thi đấu ở vị trí tiền vệ. Khả năng chuyền bóng và phẩm chất giữ bóng của anh đã mang lại cho anh biệt danh Merlin (tham chiếu đến Merlin) và El Mago từ đồng đội và người hâm mộ của anh. Anh được coi là một trong những tiền vệ vĩ đại nhất trong thế hệ của mình và là một trong những cầu thủ vĩ đại nhất của Manchester City.
Silva đã trải qua bảy năm sự nghiệp chuyên nghiệp của mình với Valencia CF, thi đấu từ năm 2004 đến 2010, và giành được Copa del Rey trong năm 2008. Vào mùa hè năm 2010, anh chuyển đến Manchester City và ra sân trong hơn 400 trận đấu cho câu lạc bộ. Ở Manchester, anh đã giành được hai FA Cup, năm League Cup và bốn Premier League. Silva cũng ba lần được xướng tên trong PFA Team of the Year. Vào ngày 28 tháng 9 năm 2019, anh trở thành cầu thủ trẻ nhất đạt được 200 trận thắng tại giải Ngoại hạng và anh rời câu lạc bộ vào năm 2020 sau một giai đoạn mười năm và trở lại La Liga với Real Sociedad, nơi anh ấy giành được Copa del Rey lần thứ hai vào năm 2020. Sau đó, anh dính chấn thương dây chằng chéo trước trong quá trình tập luyện trước mùa giải với Real Sociedad, khiến anh phải giải nghệ vào tháng 7 năm 2023 sau 20 năm thi đấu chuyên nghiệp.
Silva cũng đại diện cho Tây Ban Nha, từ khi ra mắt đội tuyển quốc gia vào năm 2006 cho đến khi giải nghệ quốc tế vào năm 2018. Anh đã thiết lập quan hệ đối tác tiền vệ với Xavi và Andrés Iniesta dẫn dắt đến ba chức vô địch giải đấu quốc tế liên tiếp – UEFA Euro 2008, FIFA World Cup 2010, và UEFA Euro 2012. Anh là một trong 13 ầu thủ Tây Ban Nha đã có hơn 100 lần khoác áo, anh đã ghi 35 bàn thắng trong sự nghiệp quốc tế của mình, giúp anh trở thành cầu thủ ghi bàn nhiều thứ 4 trong lịch sử Tây Ban Nha, đồng thời cung cấp 29 đường kiến tạo, giúp anh trở thành cầu thủ kiến tạo nhiều thứ hai trong lịch sử Tây Ban Nha.

## Đầu đời
David silva sinh ra ở Arguineguín, Gran Canaria, quần đảo Canaria, là con của Fernando Jiménez, một cựu cảnh sát thành phố, người cuối cùng chịu trách nhiệm về sự an toàn của sân vận động Valencia CF và Eva Silva. Cha của anh, Fernando, là người Tây Ban Nha (Canaria) trong khi mẹ anh, Eva, là người gốc Nhật Bản, theo tuyên bố của giới truyền thông Canaria.
David Silva bắt đầu chơi bóng ở đội trẻ của UD San Fernando, gần Maspalomas. Ban đầu, anh chơi như một thủ môn, trước khi trở thành một tiền vệ cánh và phản ánh trò chơi của anh ấy xung quanh thần tượng bóng đá của anh ấy khi còn trẻ, Michael Laudrup. Khi anh ấy 14 tuổi, anh ấy nhận được lời đề nghị trở thành một cầu thủ trẻ tại Valencia CF, và anh ấy đã chấp nhận. Anh ở lại lò đào tạo trẻ của Valencia cho đến năm 17 tuổi.

## Sự nghiệp câu lạc bộ

### Valencia
Là sản phẩm của hệ thống đào tạo trẻ của Valencia, Silva ra mắt chuyên nghiệp ở mùa giải 2004–05, với Eibar của Segunda División, khi được cho mượn từ Valencia, đã chơi 35 trận ở giải VĐQG và ghi 5 bàn. Ở mùa giải tiếp theo, anh lại được cho mượn, lần này là cho Celta de Vigo, nơi anh chơi 34 trận, ghi được bốn bàn thắng. Sau hai lần ra sân thay người muộn, trận đầu tiên trong chiến thắng 2–0 trên sân nhà trước Málaga vào ngày 28 tháng 8 năm 2005, Silva kết thúc trận đấu với tư cách là người xuất phát không thể tranh cãi với tư cách là đội bóng Galicia lọt vào UEFA Cup ngay từ giải hạng hai.

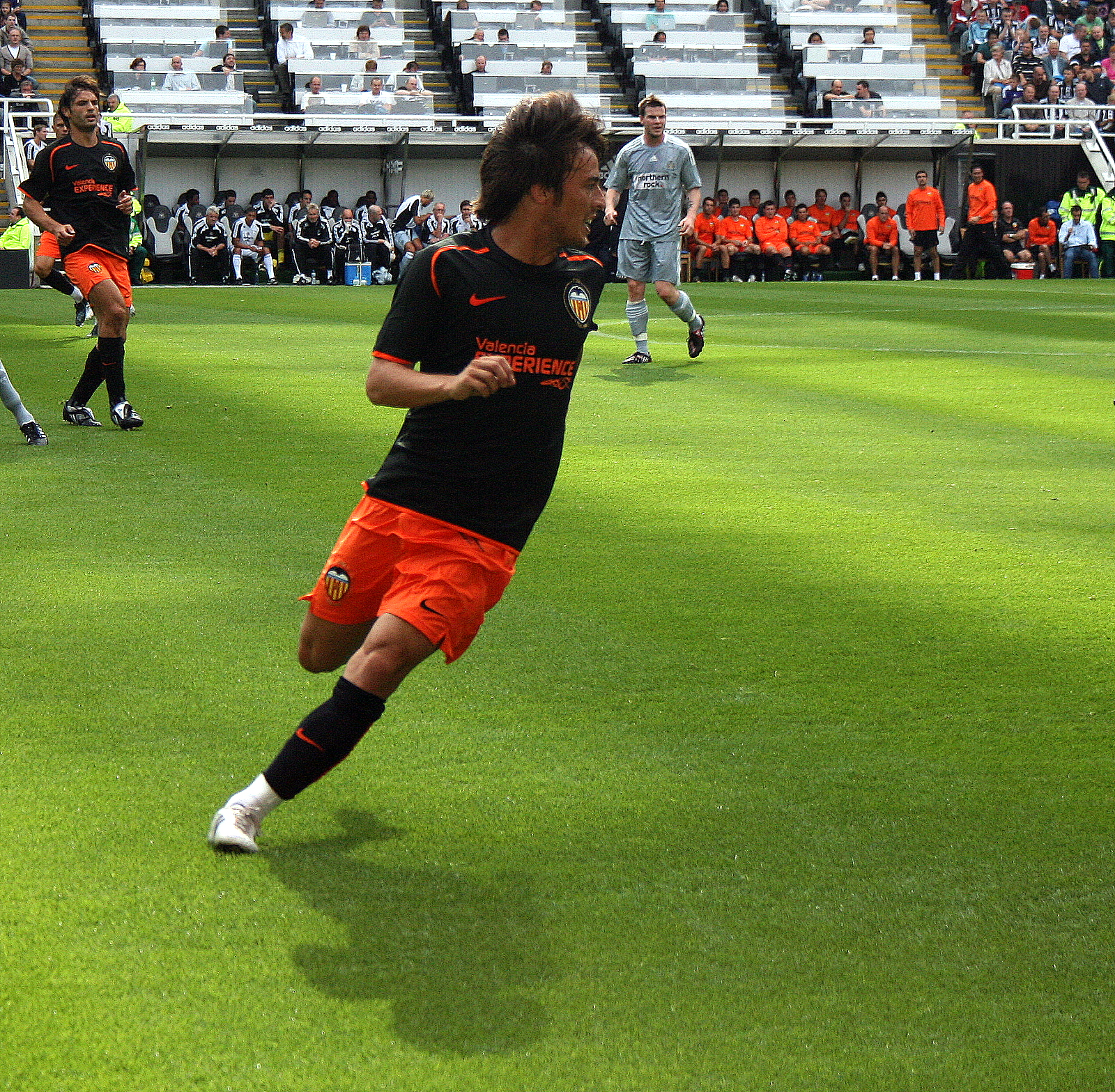
Silva thi đấu cho Valencia vào tháng 8 năm 2008

Silva trở lại Valencia vào mùa hè năm 2006, trở thành sự lựa chọn hàng đầu mặc dù anh mới 20 tuổi. Trong hai mùa giải cộng lại, anh chỉ vắng mặt sáu trận và ghi được 14 bàn thắng, bàn thắng đầu tiên của anh đến vào ngày 5 tháng 11 năm 2006 trong trận hòa 1–1 với Espanyol. Vào tháng 8 năm 2008, anh gia hạn hợp đồng thêm 5 năm, trước sự quan tâm của một số đội bóng Premier League. Anh đã giành được Copa del Rey 2008, danh hiệu đầu tiên của anh ở Tây Ban Nha.
Sau khi không ra sân trong ba tháng đầu tiên của 2008–09 do chấn thương mắt cá chân mãn tính, Silva trở lại tập trung vào giữa tháng 12. Vào ngày 3 tháng 1 năm 2009, anh ghi hai bàn trong chiến thắng 3–1 trên sân nhà trước Atlético Madrid, vẫn đóng góp với 19 trận đấu (bốn bàn thắng) khi Che đủ điều kiện tham dự Europa League.
Trong mùa giải 2009–10, Silva đã ghi tám bàn thắng đẹp nhất sự nghiệp, giúp Valencia cán đích ở vị trí thứ ba và trở lại cho UEFA Champions League. Vào ngày 15 tháng 4 năm 2010, anh ghi một cú đúp vào lưới Athletic Bilbao trong chiến thắng 2–0 trên sân nhà, thêm ba pha kiến tạo trong trận hòa kịch tính 4–4 với Werder Bremen tại vòng 16 của Europa League.

### Manchester City

#### 2010–11: Mùa giải ra mắt, chấm dứt cơn hạn hán danh hiệu

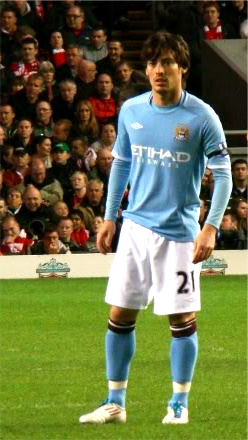
Silva với Manchester City vào tháng 4 năm 2011

Vào ngày 30 tháng 6 năm 2010, Manchester City thông báo rằng họ đã đạt được thỏa thuận với Valencia về việc chuyển nhượng Silva và anh sẽ gia nhập câu lạc bộ theo hợp đồng 4 năm, trước khi bắt đầu mùa giải 2010–11. Vào ngày 14 tháng 7, đội bóng của Premier League đã hoàn tất việc ký kết và Silva đã được trao chiếc áo số 21, số áo mà anh đã mặc cho Valencia và khi thi đấu cho Tây Ban Nha. Manchester City trước đó đã cố gắng ký hợp đồng với Silva và đồng đội Valencia của anh ấy David Villa vào năm 2008, nhưng đã bị hoãn lại khi Valencia đưa ra mức giá kết hợp 135 triệu bảng cho cả hai cầu thủ.
Huấn luyện viên City Roberto Mancini chủ yếu triển khai Silva ở vị trí cầu thủ chạy cánh và sau đó là vai trò trequartista trong mùa giải đầu tiên của anh. Silva ra mắt Premier League vào ngày 14 tháng 8 năm 2010 trong trận hòa 0–0 trước Tottenham Hotspur tại White Hart Lane. Anh ghi bàn thắng đầu tiên cho câu lạc bộ vào ngày 16 tháng 9, tám phút sau trận đấu vòng bảng Europa League trước Red Bull Salzburg. Vào ngày 17 tháng 10, anh ghi bàn thắng đầu tiên trong trận đấu với Blackpool, ghi bàn thắng thứ ba cho Man City trong chiến thắng 3–2 trên sân khách. Trong chiến thắng 3–1 trên sân nhà ở Europa League trước Lech Poznań, anh ấy đã lập hai bàn thắng cho Emmanuel Adebayor. Anh đã thực hiện một pha kiến tạo khác vượt qua Adam Johnson để ghi bàn thứ ba cho Manchester City trong chiến thắng 3–1 trên sân khách trước West Ham United. Các phương tiện truyền thông đưa tin sai lệch cho thấy Silva có thể trở lại Tây Ban Nha và viện lý do nhớ nhà và khó thích nghi với các trận đấu ở Anh. Tuy nhiên, màn trình diễn của anh ấy đã gây ấn tượng với những cổ động viên City và giành được ba giải thưởng Cầu thủ xuất sắc nhất tháng của Manchester City liên tiếp từ tháng 10 đến tháng 12 năm 2010.
Vào ngày 12 tháng 2 năm 2011, anh được ghi bàn thắng gỡ hòa trong trận thua 1–2 trước đối thủ Manchester United khi cú sút của Edin Džeko đi chệch lưng anh và đi vào lưới. Vào ngày 2 tháng 3, anh ghi bàn từ cự ly 20 thước trong trận thắng FA Cup (3–0) trước Aston Villa. Ba ngày sau, anh ghi bàn thắng duy nhất trong chiến thắng của Manchester City trước Wigan Athletic. Silva ghi bàn thắng thứ ba trong trận thắng 5–0 của Man City trước Sunderland vào ngày 3 tháng Tư. Pha kiến tạo của anh ấy cho Yaya Touré trước Everton tại Goodison Park đã giúp Silva có tới 15 pha kiến tạo trên mọi đấu trường trong mùa giải.
Sau mùa giải đầu tiên của anh ấy tại Premier League, Silva nổi lên như một trong những cầu thủ xuất sắc nhất của giải đấu. Carlos Tevez ca ngợi anh ấy là "bản hợp đồng tốt nhất mà chúng tôi [Manchester City] đã thực hiện." Silva kết thúc mùa giải 2010–11 với 4 bàn thắng và 7 đường kiến tạo sau 35 lần ra sân ở giải vô địch.

#### 2011–12: Vô địch Premier League, dẫn đầu danh sách kiến tạo
Và các mùa sau đó tuy đã dần hòa nhập với đội bóng và được xem như là số 10 hay nhất Manchester city nói riêng và EPL nói chung nhưng điểm yếu về mặt thể hình và khá nhạy cảm với chấn thương của anh lại là rào cản khi anh luôn thường xuyên bị đối phương chơi xấu với các pha vào bóng triệt hạ khiến số 21 của Man city không tránh khỏi những chấn thương nặng. Nhưng sau tất cả anh vẫn là 1 cầu thủ rất quan trọng của đội bóng khi luôn là 1 ngòi nổ cực kỳ nguy hiểm. Khả năng tầm nhìn, nhãn quan chiến thuật, kỹ thuật cá nhân và đặc biệt là những đường chuyền ngắn, dài và chọc khe ở mức siêu hạng khi chính xác ở mọi cự ly, góc độ trên sân cỏ mang thương hiệu của '' phù thủy nhỏ''. Luôn là thứ vũ khí nguy hiểm chết người khi mở toang đường vào khung thành nhờ những đường chuyền sắc như dao cạo hay những pha xoay compa, rê dắt bóng vượt qua từ 3 đến 4 cầu thủ đối phương của số 21 luôn gây đột biến rất cao và ở những mùa giải sung sức trước kia khi đá với vai trò 1 cầu thủ tự do anh còn thường xuyên ghi những bàn thắng quan trọng cho đội bóng nhờ cái chân trái đầy ma lực của mình. Các thành công vang dội và đóng góp rất quan trọng của anh đã biến anh gần như trở thành 1 huyền thoại đương đại của đội bóng cùng 4 cầu thủ ở 4 tuyến thuộc thế hệ vàng và mùa giải lịch sử 2011 cũng như các mùa giải thành công sau đó.

#### 2019–20: Giành League Cup lần thứ năm, ra đi, tạc tượng

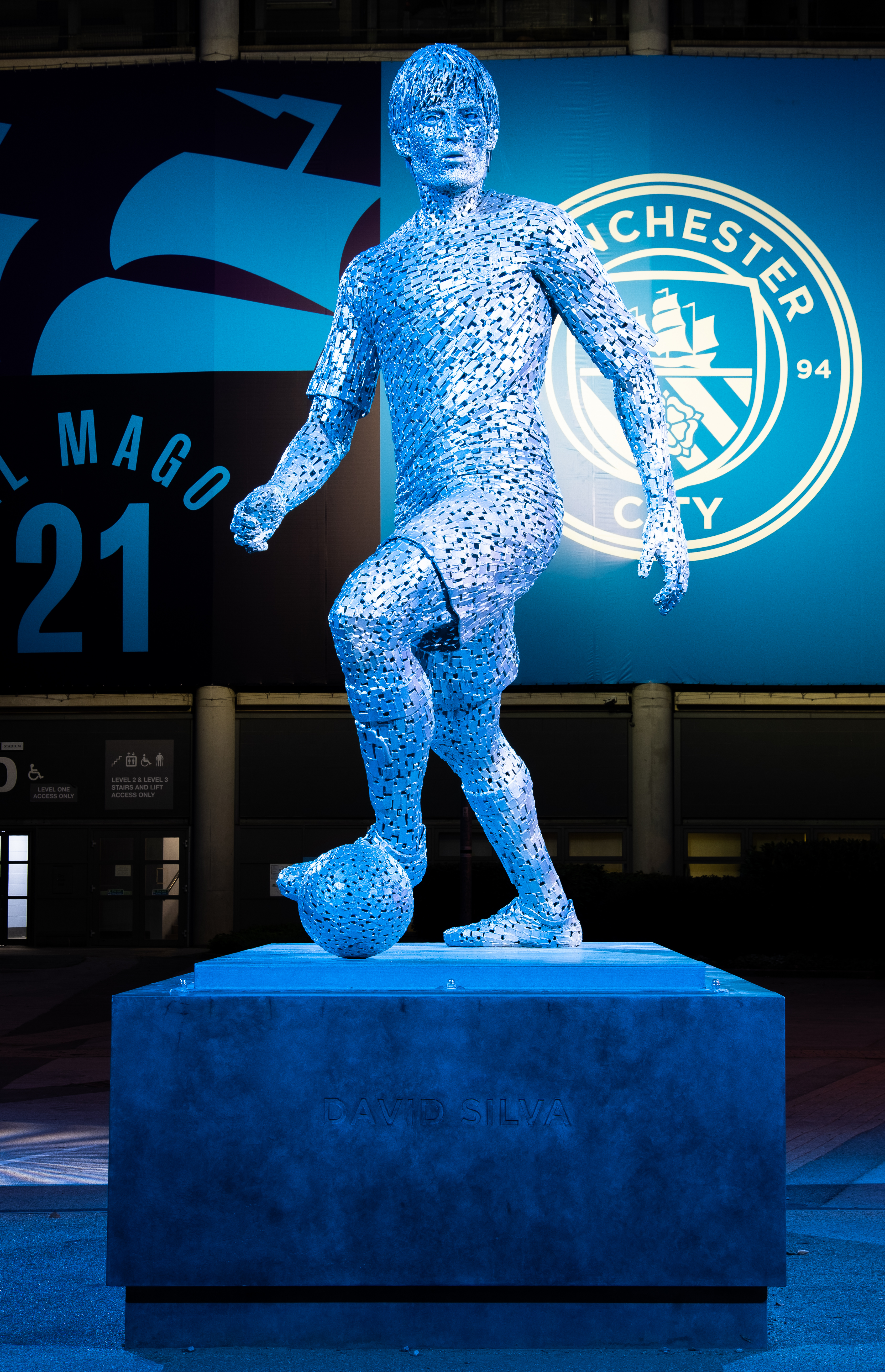
Bức tượng của David Silva được tạc bên ngoài Sân vận động Etihad

### Real Sociedad
Vào ngày 17 tháng 8 năm 2020, câu lạc bộ Tây Ban Nha Real Sociedad thông báo về việc ký hợp đồng với Silva theo dạng chuyển nhượng tự do, bất chấp các báo cáo về việc chuyển sang đội bóng Ý Lazio.
Silva ra mắt câu lạc bộ trong trận hòa 0–0 trên sân nhà trước Real Madrid, vào sân thay người trong hiệp hai. Vào ngày 25 tháng 10 năm 2020, Silva có hai pha kiến tạo khi La Real đánh bại Huesca 4–1 tại La Liga. Một tuần sau, anh ghi bàn thắng đầu tiên cho câu lạc bộ, trong chiến thắng 4–1 trước Celta Vigo. Sau những màn trình diễn xuất sắc của anh ấy cho Sociedad, Silva đã có tên trong Đội hình xuất sắc nhất tháng của WhoScored tại La Liga cho tháng 11, cũng như được vinh danh là Cầu thủ xuất sắc nhất tháng của Real Sociedad.
Vào ngày 21 tháng 2 năm 2021, Silva một lần nữa thực hiện hai pha kiến tạo khi Real Sociedad đánh bại Alaves 4–0 trong giải vô địch. Điều này đã đưa La Real lên vị trí thứ 5 trên bảng xếp hạng, trong khi Silva trở thành cầu thủ duy nhất có 2 pha kiến tạo trong 2 trận đấu khác nhau ở La Liga mùa đó.
Vào ngày 3 tháng 4 năm 2021, Silva bắt đầu và chơi 85 phút trong trận chung kết Copa del Rey với đối thủ địa phương Athletic Bilbao. Trận đấu được giải quyết bằng quả phạt đền ở phút 63 của đội trưởng Mikel Oyarzabal của La Real, sau khi Cristian Portu bị phạm lỗi trong vòng cấm. Silva được thay ra vào cuối trận trước sự hoan nghênh nhiệt liệt từ băng ghế dự bị của Sociedad, và cùng với các đồng đội của mình tiếp tục nâng cao Copa Del Rey, danh hiệu lớn đầu tiên của Real Sociedad kể từ năm 1987. Đó là danh hiệu lớn thứ 16 trong sự nghiệp của David Silva và là danh hiệu Copa Del Rey thứ hai của anh. Trận chung kết này đã bị hoãn lại từ một năm trước đó, vì vậy Silva và Carlos Fernández đã không tham gia các vòng đấu khác của mùa giải 2019−20.
Vào ngày 21 tháng 7 năm 2023, Silva bị đứt dây chằng chéo trước. Chỉ 6 ngày sau, vào ngày 27 tháng 7, anh tuyên bố giã từ sự nghiệp bóng đá ở tuổi 37.

## Sự nghiệp quốc tế
Lần đầu tiên Silva xuất hiện ở đội tuyển Tây Ban Nha cùng Cesc Fabregas là ở giải FIFA U-17 World Championship tổ chức vào năm 2003 ở Phần Lan, ghi 3 bàn. Vào năm 2006, anh trở thành một tuyển thủ U21 và ghi 4 bàn ở giải FIFA World Youth Championship vào năm 2005; đó là đủ để anh lọt vào top 4 trong danh sách ghi bàn hàng đầu cùng tiền đạo của Ý là Graziano Pellè.
Silva có lần ra sân đầu tiên ở đội tuyển quốc gia là trong trận giao hữu thua 0-1 trước Romania vào ngày 15 tháng 11 năm 2006. Anh tiếp tục được gọi vào đội tuyển sau những đóng góp lớn ở những trận đầu tiên. Vào ngày 22 tháng 8 năm 2007, Silva ghi 2 bàn cho đội tuyển bóng đá quốc gia Tây Ban Nha trong chiến thắng 3-2 trước đội tuyển bóng đá quốc gia Hi Lạp. Sau đó anh được triệu tập vào đội hình dự giải Euro 2008.
Trong trận bán kết gặp đội tuyển bóng đá quốc gia Nga, Silva ghi bàn thứ ba sau một pha phản công nhanh khi Fabregas tạt cánh cho anh và cầu thủ này đệm lòng chính xác vào lưới Igor Akinfeev.
Sau kì World Cup 2018 không thành công của đội tuyển Tây Ban Nha (thất bại trước chủ nhà Nga ở chấm penalty ở vòng 16 đội), David Silva tuyên bố chia tay đội tuyển quốc gia sau 12 năm gắn bó, tổng cộng anh đã thi đấu 125 trận và ghi được 37 bàn thắng,nằm trong top 5 những chân sút vĩ đại nhất lịch sử bò tót.

## Danh hiệu

### Câu lạc bộ

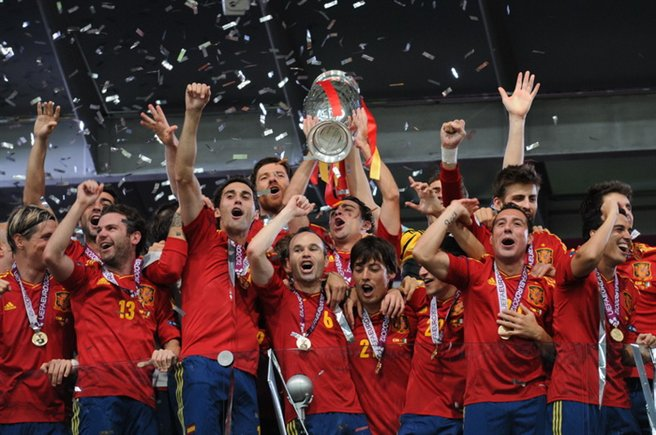
Silva (giữa, cạnh Andrés Iniesta) giành 3 danh hiệu quốc tế lớn liên tiếp (UEFA Euro 2008, FIFA World Cup 2010 và UEFA Euro 2012) với đội tuyển Tây Ban Nha.

#### Valencia
- Copa del Rey: 2007–08[cần dẫn nguồn]

#### Manchester City
- Premier League: 2011–12, 2013–14, 2017–18, 2018–19[40]
- FA Cup: 2010–11,[41] 2018–19[42]
- EFL Cup: 2013–14,[43] 2015–16,[44] 2017–18,[45] 2018–19[46]
- FA Community Shield: 2012,[47] 2019[48]

#### Real Sociedad
- Copa del Rey: 2019–20

### Quốc tế
U-19 Tây Ban Nha
- Giải vô địch bóng đá U-19 châu Âu: 2004[cần dẫn nguồn]

Tây Ban Nha
- FIFA World Cup: 2010[cần dẫn nguồn]
- UEFA Euro: 2008, 2012[cần dẫn nguồn]

### Cá nhân
- FIFA U-17 World Championship: Quả bóng đồng: 2003[49]
- Giải Pedro Zaballa: 2005[cần dẫn nguồn]
- Cầu thủ Ngoại hạng Anh xuất sắc nhất tháng: tháng 9 năm 2011[40]
- PFA Team of the Year: 2011–12,[50] 2017–18[51], 2019-20
- Giải vô địch bóng đá châu Âu: Đội hình tiêu biểu 2012[cần dẫn nguồn]
- Cầu thủ kiến tạo nhiều nhất Giải vô địch bóng đá châu Âu: 2012[cần dẫn nguồn]
- Manchester City: Cầu thủ của năm 2011–12
- Cầu thủ kiến tạo nhiều nhất Ngoại Hạng Anh: 2011-12
- Manchester City: Cầu thủ của tháng 10/2010, 11/2010, 12/2010,[24] 9/2011, 3/2014,[52] 12/2014,[53] 02/2015,[54] 8/2015,[55] 01/2017[56]
- FIFA FIFPro World XI 5th team: 2015,[57] 2016,[58] 2018[59]
- Manchester City: Cầu thủ của mùa giải 2016–17[60]

Hu c
- Medalla de Oro de Canarias: 2010[61]
- Gold Medal of the Royal Order of Sporting Merit: 2011[62]

## Thống kê sự nghiệp

### Câu lạc bộ
Tính đến 4 tháng 11 năm 2021
| Câu lạc bộ          | Mùa giải            | Giải vô địch        | Giải vô địch | Giải vô địch | Cúp quốc gia | Cúp quốc gia | Cúp liên đoàn | Cúp liên đoàn | Châu lục | Châu lục     | Khác    | Khác      | Tổng cộng | Tổng cộng    |
| Câu lạc bộ          | Mùa giải            | Hạng đấu            | Số trận      | Số bàn thắng | Số trận      | Số bàn thắng | Số trận       | Bàn thắng     | Số trận  | Số bàn thắng | Số trận | Bàn thắng | Số trận   | Số bàn thắng |
| ------------------- | ------------------- | ------------------- | ------------ | ------------ | ------------ | ------------ | ------------- | ------------- | -------- | ------------ | ------- | --------- | --------- | ------------ |
| Valencia B          | 2003–04             | Segunda División B  | 14           | 1            | —            | —            | —             | —             | —        | —            | —       | —         | 14        | 1            |
| Eibar (mượn)        | 2004–05             | Segunda División    | 35           | 4            | 0            | 0            | —             | —             | —        | —            | —       | —         | 35        | 4            |
| Celta Vigo(mượn)    | 2005–06             | La Liga             | 34           | 4            | 4            | 0            | —             | —             | —        | —            | —       | —         | 38        | 4            |
| Valencia            | 2006–07             | La Liga             | 36           | 4            | 4            | 2            | —             | —             | 11       | 3            | —       | —         | 51        | 9            |
| Valencia            | 2007–08             | La Liga             | 34           | 5            | 8            | 1            | —             | —             | 8        | 1            | —       | —         | 50        | 7            |
| Valencia            | 2008–09             | La Liga             | 19           | 4            | 3            | 0            | —             | —             | 3        | 1            | 2       | 1         | 27        | 6            |
| Valencia            | 2009–10             | La Liga             | 30           | 8            | 2            | 1            | —             | —             | 8        | 1            | —       | —         | 40        | 10           |
| Valencia            | Tổng cộng           | Tổng cộng           | 119          | 21           | 17           | 4            | —             | —             | 27       | 5            | 2       | 1         | 168       | 32           |
| Manchester City     | 2010–11             | Premier League      | 35           | 4            | 7            | 1            | 1             | 0             | 10       | 1            | —       | —         | 53        | 6            |
| Manchester City     | 2011–12             | Premier League      | 36           | 6            | 1            | 0            | 1             | 0             | 10       | 2            | 1       | 0         | 49        | 8            |
| Manchester City     | 2012–13             | Premier League      | 32           | 4            | 5            | 1            | 0             | 0             | 3        | 0            | 1       | 0         | 41        | 5            |
| Manchester City     | 2013–14             | Premier League      | 27           | 7            | 3            | 0            | 4             | 0             | 6        | 1            | —       | —         | 40        | 8            |
| Manchester City     | 2014–15             | Premier League      | 32           | 12           | 2            | 0            | 1             | 0             | 6        | 0            | 1       | 0         | 42        | 12           |
| Manchester City     | 2015–16             | Premier League      | 24           | 2            | 0            | 0            | 4             | 0             | 8        | 2            | —       | —         | 36        | 4            |
| Manchester City     | 2016–17             | Premier League      | 34           | 4            | 4            | 2            | 0             | 0             | 7        | 2            | —       | —         | 45        | 7            |
| Manchester City     | 2017–18             | Premier League      | 29           | 9            | 2            | 0            | 2             | 1             | 7        | 0            | —       | —         | 40        | 10           |
| Manchester City     | 2018–19             | Premier League      | 33           | 6            | 5            | 1            | 3             | 0             | 9        | 3            | 0       | 0         | 50        | 10           |
| Manchester City     | 2019–20             | Premier League      | 27           | 6            | 5            | 0            | 3             | 0             | 4        | 0            | 1       | 0         | 40        | 6            |
| Manchester City     | Tổng cộng           | Tổng cộng           | 309          | 60           | 34           | 5            | 19            | 1             | 70       | 11           | 4       | 0         | 436       | 77           |
| Real Sociedad       | 2020–21             | La Liga             | 19           | 1            | 1            | 0            | —             | —             | 5        | 0            | —       | —         | 25        | 1            |
| Real Sociedad       | 2021–22             | La Liga             | 7            | 0            | 0            | 0            | —             | —             | 2        | 0            | —       | —         | 9         | 0            |
| Real Sociedad       | Tổng cộng           | Tổng cộng           | 26           | 1            | 1            | 0            | —             | —             | 7        | 0            | —       | —         | 34        | 1            |
| Tổng cộng sự nghiệp | Tổng cộng sự nghiệp | Tổng cộng sự nghiệp | 537          | 91           | 56           | 9            | 19            | 1             | 107      | 17           | 6       | 1         | 725       | 119          |

### Đội tuyển quốc gia
Tính đến 1 tháng 7 năm 2018
| Tây Ban Nha | Tây Ban Nha   | Tây Ban Nha  |
| Năm         | Số lần ra sân | Số bàn thắng |
| ----------- | ------------- | ------------ |
| 2006        | 1             | 0            |
| 2007        | 10            | 2            |
| 2008        | 9             | 1            |
| 2009        | 12            | 3            |
| 2010        | 12            | 4            |
| 2011        | 10            | 4            |
| 2012        | 15            | 4            |
| 2013        | 8             | 2            |
| 2014        | 10            | 2            |
| 2015        | 6             | 1            |
| 2016        | 15            | 5            |
| 2017        | 9             | 7            |
| 2018        | 7             | 0            |
| Tổng cộng   | 125           | 35           |

### Bàn thắng cho đội tuyển quốc gia
| #   | Ngày                 | Địa điểm                                                    | Đối thủ              | Bàn thắng | Kết quả | Giải đấu                      |
| --- | -------------------- | ----------------------------------------------------------- | -------------------- | --------- | ------- | ----------------------------- |
| 1.  | 22 tháng 8 năm 2007  | Sân vận động Toumba, Thessaloniki, Hy Lạp                   | Hy Lạp               | 2–2       | 3–2     | Giao hữu                      |
| 2.  | 22 tháng 8 năm 2007  | Sân vận động Toumba, Thessaloniki, Hy Lạp                   | Hy Lạp               | 3–2       | 3–2     | Giao hữu                      |
| 3.  | 26 tháng 6 năm 2008  | Sân vận động Ernst Happel, Viên, Áo                         | Nga                  | 3–0       | 3–0     | UEFA Euro 2008                |
| 4.  | 5 tháng 9 năm 2009   | Sân vận động Riazor, A Coruña, Tây Ban Nha                  | Bỉ                   | 1–0       | 5–0     | Vòng loại FIFA World Cup 2010 |
| 5.  | 5 tháng 9 năm 2009   | Sân vận động Riazor, A Coruña, Tây Ban Nha                  | Bỉ                   | 4–0       | 5–0     | Vòng loại FIFA World Cup 2010 |
| 6.  | 14 tháng 10 năm 2009 | Sân vận động Bilino Polje, Zenica, Bosna và Hercegovina     | Bosna và Hercegovina | 1–0       | 5–2     | Vòng loại FIFA World Cup 2010 |
| 7.  | 8 tháng 6 năm 2010   | Sân vận động Nueva Condomina, Murcia, Tây Ban Nha           | Ba Lan               | 2–0       | 6–0     | Giao hữu                      |
| 8.  | 11 tháng 8 năm 2010  | Sân vận động Azteca, Thành phố México, México               | México               | 1–1       | 1–1     | Giao hữu                      |
| 9.  | 3 tháng 9 năm 2010   | Sân vận động Rheinpark, Vaduz, Liechtenstein                | Liechtenstein        | 4–0       | 4–0     | Vòng loại UEFA Euro 2012      |
| 10. | 8 tháng 10 năm 2010  | Sân vận động El Helmántico, Salamanca, Tây Ban Nha          | Litva                | 3–1       | 3–1     | Vòng loại UEFA Euro 2012      |
| 11. | 9 tháng 2 năm 2011   | Sân vận động Santiago Bernabéu, Madrid, Tây Ban Nha         | Colombia             | 1–0       | 1–0     | Giao hữu                      |
| 12. | 11 tháng 10 năm 2011 | Sân vận động José Rico Pérez, Alicante, Tây Ban Nha         | Scotland             | 1–0       | 3–1     | Vòng loại UEFA Euro 2012      |
| 13. | 11 tháng 10 năm 2011 | Sân vận động José Rico Pérez, Alicante, Tây Ban Nha         | Scotland             | 2–0       | 3–1     | Vòng loại UEFA Euro 2012      |
| 14. | 15 tháng 11 năm 2011 | Sân vận động Quốc gia Costa Rica, San José, Costa Rica      | Costa Rica           | 2–1       | 2–2     | Giao hữu                      |
| 15. | 29 tháng 2 năm 2012  | Sân vận động La Rosaleda, Málaga, Tây Ban Nha               | Venezuela            | 2–0       | 5–0     | Giao hữu                      |
| 16. | 3 tháng 6 năm 2012   | Sân vận động La Cartuja, Sevilla, Tây Ban Nha               | Trung Quốc           | 1–0       | 1–0     | Giao hữu                      |
| 17. | 14 tháng 6 năm 2012  | Sân vận động Energa Gdańsk, Gdańsk, Ba Lan                  | Cộng hòa Ireland     | 2–0       | 4–0     | UEFA Euro 2012                |
| 18. | 1 tháng 7 năm 2012   | Sân vận động Olympic, Kiev, Ukraina                         | Ý                    | 1–0       | 4–0     | UEFA Euro 2012                |
| 19. | 20 tháng 6 năm 2013  | Sân vận động Maracanã, Rio de Janeiro, Brasil               | Tahiti               | 2–0       | 10–0    | FIFA Confederations Cup 2013  |
| 20. | 20 tháng 6 năm 2013  | Sân vận động Maracanã, Rio de Janeiro, Brasil               | Tahiti               | 10–0      | 10–0    | FIFA Confederations Cup 2013  |
| 21. | 8 tháng 9 năm 2014   | Sân vận động Ciutat de València, Valencia, Tây Ban Nha      | Bắc Macedonia        | 4–1       | 5–1     | Vòng loại UEFA Euro 2016      |
| 22. | 12 tháng 10 năm 2014 | Sân vận động Josy Barthel, Thành phố Luxembourg, Luxembourg | Luxembourg           | 1–0       | 4–0     | Vòng loại UEFA Euro 2016      |
| 23. | 14 tháng 6 năm 2015  | Borisov Arena, Barysaw, Belarus                             | Belarus              | 1–0       | 1–0     | Vòng loại UEFA Euro 2016      |
| 24. | 1 tháng 6 năm 2016   | Red Bull Arena, Salzburg, Áo                                | Hàn Quốc             | 1–0       | 6–1     | Giao hữu                      |
| 25. | 1 tháng 9 năm 2016   | Sân vận động Nhà vua Baudouin, Bruxelles, Bỉ                | Bỉ                   | 1–0       | 2–0     | Giao hữu                      |
| 26. | 1 tháng 9 năm 2016   | Sân vận động Nhà vua Baudouin, Bruxelles, Bỉ                | Bỉ                   | 2–0       | 2–0     | Giao hữu                      |
| 27. | 5 tháng 9 năm 2016   | Sân vận động Reino de León, León, Tây Ban Nha               | Liechtenstein        | 3–0       | 8–0     | Vòng loại FIFA World Cup 2018 |
| 28. | 5 tháng 9 năm 2016   | Sân vận động Reino de León, León, Tây Ban Nha               | Liechtenstein        | 8–0       | 8–0     | Vòng loại FIFA World Cup 2018 |
| 29. | 24 tháng 3 năm 2017  | Sân vận động El Molinón, Gijón, Tây Ban Nha                 | Israel               | 1–0       | 4–1     | Vòng loại FIFA World Cup 2018 |
| 30. | 28 tháng 3 năm 2017  | Stade de France, Paris, Pháp                                | Pháp                 | 1–0       | 2–0     | Giao hữu                      |
| 31. | 7 tháng 6 năm 2017   | Sân vận động Condomina, Murcia, Tây Ban Nha                 | Colombia             | 1–0       | 2–2     | Giao hữu                      |
| 32. | 11 tháng 6 năm 2017  | Philip II Arena, Skopje, Macedonia                          | Bắc Macedonia        | 1–0       | 2–1     | Vòng loại FIFA World Cup 2018 |
| 33. | 5 tháng 9 năm 2017   | Sân vận động Rheinpark, Vaduz, Liechtenstein                | Liechtenstein        | 4–0       | 8–0     | Vòng loại FIFA World Cup 2018 |
| 34. | 11 tháng 11 năm 2017 | Sân vận động La Rosadela, Málaga, Tây Ban Nha               | Costa Rica           | 3–0       | 5–0     | Giao hữu                      |
| 35. | 11 tháng 11 năm 2017 | Sân vận động La Rosadela, Málaga, Tây Ban Nha               | Costa Rica           | 4–0       | 5–0     | Giao hữu                      |